# Unión Nacional (Israel)
Unión Nacional (en hebreo: הָאִחוּד הַלְּאֻמִּי) (transliterado: HaIjud HaLehumí) fue un coalición electoral de extrema derecha ultranacionalista de Israel, que consistía en una alianza electoral entre los partidos políticos: Moledet, Tkuma y Mafdal. En las elecciones legislativas israelíes de 2006, este partido se presentó a las elecciones juntamente con el Partido Nacional Religioso, y obtuvo nueve escaños en la Knéset, el parlamento israelí.

## Historia
La Unión Nacional fue fundada en 1999 para participar en las elecciones legislativas de Israel de ese mismo año como una unión entre los partidos Moledet, Tkuma y Herut - El Movimiento Nacional, obteniendo cuatro bancas en la Knesset (parlamento israelí). En las elecciones del 2001 la popularidad de este partido se incrementó con la entrada de Israel Beytenu (el partido de los inmigrantes rusos) en la coalición.
Luego de la victoria de Ariel Sharón (candidato del Likud) en las elecciones para primer ministro del 2001, la agrupación del Ijud Lehumí fue incluida dentro del gobierno de unión nacional de Israel y a Rehavam Zeevi (líder del Moledet y candidato del Ijud Lehumí) se le asignó el cargo de Ministro de Turismo, mientras que a Avigdor Lieberman (candidato de Israel Beytenu) se le otorgó el puesto de Ministro de Infraestructura. Cuando Zeevi fue asesinado por terroristas palestinos a mediados del 2001, Binyamin Elon (Moledet) asumió el cargo del Ministerio de Turismo y Avigdor Lieberman se convirtió en el líder de la Unión Nacional.
Poco tiempo antes de las elecciones del 2003, el Herut decidió abandonar la coalición y presentarse como un partido político independiente. Luego de que la Unión Nacional haya obtenido siete bancas en la Knesset durante las elecciones, la organización fue incluida nuevamente en la coalición de Ariel Sharón junto al Likud, Shinui, el Partido Nacional Religioso y Israel Ba-Aliya. A Elon y Lieberman se les cedió el puesto de Ministro de Turismo y Ministro de Transporte respectivamente.
Debido a la fuerte oposición al plan de retirada unilateral israelí de la Franja de Gaza del 2005, Elon y Lieberman renunciaron a sus cargos y la Unión Nacional abandonó la coalición del gobierno. Sin embargo, el Ijud Lehumí se vio fortalecido cuando el Partido Nacional Religioso Sionista (que constituía una escisión del Partido Nacional Religioso) se unió a la coalición de Elon. Luego de la desconexión de Gaza, la Unión Nacional adoptó de forma oficial el color naranja como su bandera ideológica, para demostrar su oposición al plan de retirada y a cualquier entrega de territorios por parte del Estado judío, manifestando, de esta manera, lo que los simpatizantes del partido llamaban el verdadero espíritu judeo-sionista y la ideología pura del Sionismo de la Torá.
En el 2005 Israel Beytenu abandonó la alianza para participar en las elecciones legislativas del 2006 por su propia cuenta. También un miembro importante del partido, Michael Nudelman, abandonó la agrupación y se unió al Kadima. Posteriormente el Partido Nacional Religioso decidió integrarse a la Unión Nacional y presentarse a las últimas elecciones mediante la lista Unión Nacional-PNR, para adoptar más políticas sociales y obtener el apoyo del rabino del Movimiento Sionista de la Torá, Abraham Shapira. Bajo el lema el nuevo derecho crece (hebreo: ימין חדש עולה, Yamin Hadash Oleh) la coalición Unión Nacional-Partido Nacional Religioso obtuvo nueve diputados en la Knesset, de los cuales seis pertenecían a la Unión Nacional.

## Plataforma Política
La plataforma política del partido es un conjunto de ideas similares. Las principales propuestas de la agrupación consiste en un apoyo rotundo a los asentamientos israelíes en todo Eretz Israel (incluyendo Judea y Samaria), la negativa de aceptar la creación de un Estado árabe palestino en la margen occidental del río Jordán, la expulsión de los árabes de Cisjordania e Israel (Transfer), la anexión por parte de Israel de los territorios de Judea, Samaria y Gaza, una fuerte economía centralizada, una política dura contra el terrorismo palestino y una utilización mayor de la fuerza militar en la lucha contra los enemigos de Israel. El partido rechaza las plataformas de los acuerdos de Oslo de 1993 por considerarlos perjudiciales para Israel y se opone a la entrega de territorios bajo dominio israelí. Sin embargo, la Unión Nacional, al ser una alianza de tres partidos políticos distintos, presenta ideologías y prioridades particulares para cada movimiento:
- Moledet se enfoca en la noción del Transfer (transferencia o expulsión de población) de los árabes del país y una utilización mayor de la fuerza por parte de Israel en los asuntos de seguridad. La agrupación espera que la expulsión de las poblaciones árabes pueda llevarse a cabo sin la necesidad de recurrir a la fuerza o coerción (como sostienen otros sectores más extremistas), sino que, por el contrario, destaca que deberá ser un traslado voluntario de los mismos árabes, incentivado mediante beneficios económicos o presiones políticas. Este grupo se caracteriza por estar conformado tanto por políticos ortodoxos como por personas laicas, pero igualmente simpatizantes con el Partido Nacional Religioso.
- Tkuma representa la Ortodoxia religiosa dentro del movimiento. Este grupo enfatiza en los aspectos relativos a la Torá (Biblia) y la religión judía.
- El Partido Nacional Religioso Sionista representa la facción nacionalista ultra-ortodoxa de los partidos religiosos de Israel. Este grupo coloca el énfasis de su política en la construcción y defensa de nuevos asentamientos israelíes en la Ribera Occidental y otros lugares, la implantación de un Sionismo religioso, y el combate contra el terrorismo y la corrupción interna.

## Resultados electorales
| Año   | Líder             | Votos         | %    | Escaños | +/- | Gobierno  |
| ----- | ----------------- | ------------- | ---- | ------- | --- | --------- |
| 1999  | Benny Begin       | 100.181 (#11) | 3,00 | 4/120   |     | Oposición |
| 2003a | Avigdor Lieberman | 173.973 (#5)  | 5,53 | 7/120   | 3   | Gobierno  |
| 2006b | Benny Elon        | 224.083 (#6)  | 7,14 | 6/120   | 1   | Oposición |
| 2009  | Yaakov Katz       | 112.570 (#6)  | 3,30 | 4/120   | 2   | Oposición |

a En coalición con Israel Beitenu.
b En coalición con Mafdal

## Miembros del Knesset
Moledet:
- Benny Elon
- Arie Eldad

Tkuma:
- Zvi Hendel
- Uri Ariel

Partido Nacional Religioso Sionista:
- Effie Eitam
- Rabbi Yitzhak Levu